# Angel Chow-Toun
Angel Laurence Chow-Toun, plus connue sous le nom de Angel Chow-Toun, née le 23 juin 1982 à Cayenne en Guyane, est une journaliste et chanteuse française.
Elle doit son nom d'origine chinoise à son arrière grand-père originaire du nord de la Chine, sa mère est indo-sino-italienne tandis que son père est à moitié portoricain.

## Biographie

### Journalisme
Angel Chow-Toun commence en 2010 sa carrière en télé à Guyane La Première dans l'émission Le Tour des Saveurs et surtout dans Toute Nouvelle Tendance (TNT) où elle apporte un nouveau regard sur des thèmes de société. De 2013 à 2014, elle officie aussi sur la chaîne L'Équipe 21.
En 2016, elle réalise un film-documentaire sur le footballeur ivoirien Salomon Kalou intitulé L’Éléphant Chéri qui sera primé en avril 2017 au Football Film Festival de Berlin.

### Chanson
Passionnée de chant depuis l'âge de 8 ans, Angel qui rêve de devenir chanteuse s'inscrit à des cours de chant lors de son arrivée à Paris. C'est au même moment qu'elle commence à écrire et composer des chansons. Ses goûts en matière de musique sont éclectiques, ses modèles sont Gloria Estefan, Hector Lavoe, Etta James, Ella Fitzgerald ou encore Celia Cruz.
En 2011 elle modifie Mon Gars, l'un des morceaux qu'elle avait créé 10 ans auparavant, et comme elle adore les musiques latines, notamment le reggaeton, elle décide d'y intégrer des couplets en espagnol. Le résultat sera Tu Eres Mi Corazón, une chanson en français et espagnol mélangeant reggaeton, RnB et dancehall, qu'elle partira enregistrer en Guadeloupe en juillet 2011 entre deux prises des Flamboyants ; le clip sera quant à lui tourné en août 2011 à la fin de la série à Saint-Martin.

## Émissions de télévision
- 2010 : Le Tour des Saveurs sur Guyane La Première
- 2013- 2014 : Samedi Live et Dimanche Live sur L'Équipe[6]
- Depuis 2010 : Toute Nouvelle Tendance (TNT) sur Guyane La Première

## Filmographie
En 2011, Ariane Carletti (JLA productions) la remarque et lui propose le rôle principal dans la série de Jean-Luc Azoulay, Les Flamboyants, le spin-off (ou série dérivée) de Baie des Flamboyants (rôle de Mélanie Laurent-Rose).